# Maria Heilmann
Maria Heilmann, Geburtsname Maria Schulte (geboren 8. November 1887 in Meppen; gestorben 12. März 1969 in Melle) war eine Lehrerin, Heimatforscherin, Historikerin und Kunsthistorikerin.

## Leben
Zur Zeit des deutschen Kaiserreichs besuchte Heilmann ab 1904 das Lehrerinnenseminar in Hannover, das sie 1907 abschloss. Anschließend arbeitete sie als Lehrerin.
1914 heiratete sie den in Melle tätigen Mediziner Ludwig Heilmann (1848–1926). Das Ehepaar hatte eine Tochter. Nach dem Tod ihres Ehemannes studierte sie Mittlere und Neuere Geschichte sowie Deutsche Philologie und Kunstgeschichte an der Universität Münster, an der sie 1938 mit ihrer Dissertation zur Geschichte der St. Matthäus-Pfarre zu Melle promovierte. Maria Heilmann war von 1937 bis 1945 Mitglied der NSDAP und musste sich einem Entnazifizierungsverfahren stellen, in dem sie in die Kategorie „Unterstützer“ eingestuft wurde.
Sie forschte und publizierte vor allem zur Geschichte und Kultur des Amtes Grönenberg, der Burg Grönenberg sowie der Stadt und des Kreises Melle und dessen einzelnen Ortsteilen. Sie gab die Reihe Grönenberger Heimathefte heraus und wurde nach der Neugründung 1946 bis zu ihrem Lebensende Vorsitzende des Heimatvereins Melle. Für die Eröffnung des Grönegaumuseum hatte sie sich engagiert und dessen Sammlungen ausgebaut.

## Ehrungen
- 1957 Verleihung des Bundesverdienstkreuz.
- 1962 Trägerin des Niedersächsischen Verdienstordens 1. Klasse.[5]
- 1966 Verleihung der Ehrenmedaille der Stadt Melle.
- 1968 Verleihung der Ehrenbürgerwürde der Stadt Melle.[1]
- Nach der Historikerin wurde die Dr.-Maria-Heilmann-Straße benannt.[1]

## Schriften (Auswahl)
- Die Geschichte der St. Matthäus-Pfarre zu Melle. Dargestellt nach Urkunden und Regesten (= Meller Heimathefte, Heft 1), zugleich Dissertation 1938 an der Universität Münster, Melle: Knoth, 1937
- Der große Brand von Melle 1720 (= Grönenberger Heimathefte, Heft 19), Reprint, Melle: Verein für Heimatkunde des Kreises Melle, [2003]
- M. Heilmann (Bearb.): Sagen des Grönegaus (= Grönenberger Heimathefte, Heft 1), Melle: Heimatverein des Kreises Melle, 1955
- Ernst Bodmann et al. (Bearb.), Maria Heilmann: Wellingholzhausen. Aus der Geschichte des Kirchspiels und der Katholischen Pfarre, [Wellingholzhausen/Kreis Melle]: [August Riese], 1957
- Nachrichten von alten Höfen. In: Festschrift zur 900-Jahr-Feier der Gemeinde Gerden. Gerden 1958, S. 27–39.